# Ambassade de Guinée au Liberia
L'ambassade de Guinée au Liberia est la principale représentation diplomatique de la république de Guinée au Liberia.

## Histoire
La Guinée a obtenu son indépendance en 1958 et a été rapidement reconnue par le Liberia, Une ambassade guinéenne a été créée à Monrovia cette année, dirigée par Aboubacar Sylla.

## Liste des ambassadeurs
| N° | Nom et prénoms         | titre de fonction | Début         | Fin            |
| -- | ---------------------- | ----------------- | ------------- | -------------- |
| 3  | Nabi Soumah            | ambassadeur       |               |                |
| 2  | El hadj Abdoulaye Doré | ambassadeur       |               | 4 février 2022 |
| 1  | Aboubacar Sylla        | ambassadeur       | 26 avril 2024 | En cours       |